# وجیه عبدالحکیم
وجیه عبدالحکیم (عربی: وجيه عبد الحكيم؛ زادهٔ ۱ مارس ۱۹۹۸) بازیکن فوتبال اهل مصر است.
وی همچنین در تیم ملی فوتبال مصر بازی کرده‌است.